# Carlo Micheluzzi
Carlo Micheluzzi (10 de mayo de 1886 - 21 de noviembre de 1973) fue un actor teatral, cinematográfico y televisivo italiano.

## Biografía
Nacido en Nápoles, Italia, procedía de una familia de intérpretes (su hermano era el actor Leo Micheluzzi). Inició su carrera artística en 1903 actuando en la compañía veneciana Emilio Zago-Amalia Borisi. En el transcurso del tiempo organizó diferentes formaciones teatrales, en las cuales trabajaron actores de la talla de Gianfranco Giachetti, Cesco Baseggio y Gianni Cavalieri. Interpretó con éxito obras de Carlo Goldoni y Giacinto Gallina, y en el ámbito del teatro en dialecto fue uno de los pocos en actuar con desenvoltura tanto con papeles cómicos como dramáticos, estimulando a diversos autores a escribir textos en veneciano o a traducir en dialectos italianos. Gran intérprete del teatro veneciano y de Carlo Goldoni, actuó bajo la dirección de Renato Simoni en Le baruffe chiozzotte en 1936, en La famiglia dell'antiquario en 1939, en La puta honrada en 1950 (con dirección de Giorgio Strehler), y en L'avaro fastoso en 1956. Tras formar durante unos años compañía con Baseggio, Micheluzzi dejó la escena en 1961, despidiéndose del público con la que fue su última interpretación: Il burbero benefico, de Goldoni.
Micheluzzi debutó en su madurez en el cine (1939), interpretando papeles como actor de carácter (en Ore 9: lezione di chimica fue el padre de Alida Valli, y en Totò al giro d'Italia el diablo). Durante el período de la República Social Italiana fue uno de los pocos actores activo en la cinematografía republicana.
Además de su actividad teatral y cinematográfica, estuvo presente en varias representaciones de comedias goldonianas emitidas en los primeros años de actividad de la televisión italiana. 
Carlo Micheluzzi falleció en Venecia, Italia, en 1973, a causa de un choque circulatorio. En 1923 se había casado con la actriz Margherita Seglin, y fue el padre de los actores Tonino y Franco Micheluzzi.

## Filmografía
- Eravamo sette sorelle, de Mario Mattoli (1939)
- Lo vedi come sei... lo vedi come sei?, de Mario Mattoli (1939)
- Ore 9: lezione di chimica, de Mario Mattoli (1941)
- Voglio vivere così, de Mario Mattoli (1941)
- Avanti c'è posto..., de Mario Bonnard (1942)
- C'è sempre un ma!, de Luigi Zampa (1942)
- La donna è mobile, de Mario Mattoli (1942)
- Incontri di notte, de Nunzio Malasomma (1942)
- Una storia d'amore, de Mario Camerini (1942)
- In due si soffre meglio, de Nunzio Malasomma (1943)
- La locandiera, de Luigi Chiarini (1944)
- Fiori d'arancio, de Hobbes Dino Cecchini (1944)
- Peccatori, de Flavio Calzavara (1944)
- Senza famiglia, de Giorgio Ferroni (1944)
- I figli della laguna, de Francesco De Robertis (1945)
- Trent'anni di servizio, de Mario Baffico (1945)
- Il tiranno di Padova, de Max Neufeld (1946)
- La gondola del diavolo, de Carlo Campogalliani (1946)
- Sangue a Ca' Foscari, de Max Calandri (1946)
- L'orfanella delle stelle, de Giovanni Zannini (1947)
- Totò al giro d'Italia, de Mario Mattoli (1948)
- Sul ponte dei sospiri, de Antonio Leonviola (1952)
- La moglie è uguale per tutti, de Giorgio Simonelli (1955)
- Le diciottenni, de Mario Mattoli (1955)

## Televisión
- I rusteghi, de Carlo Goldoni, dirección de Cesco Baseggio y Lyda C. Ripandelli. Intérpretes: Gino Cavalieri, Luciano Paladini, Elsa Vazzoler y Claudio Giuntoli. Emitido el 1 de enero de 1958
- Il geloso avaro, dirigida por Cesco Baseggio y Lino Procacci. Intérpretes: Elsa Vazzoler, Emilio Rossetto, Luciano Zuccolini y Franco Micheluzzi. Emitida el 17 de febrero de 1958
- Se no i xe mati non li volemo, dirigida por Carlo Lodovici y Alberto Gagliardelli. Intérpretes: Aldo Capodaglio, Giorgio Gusso, Gino Cavalieri y Luisa Baseggio. Emitida el 29 de septiembre de 1958.
- Il tramonto, de Carlo Lodovici y Alberto Gagliardelli. Intérpretes: Giorgio Gusso, Gino Cavalieri, Walter Ravasini y Cesco Baseggio. Emitida el 27 de octubre de 1958

## Teatro
- Il campiello, de Carlo Goldoni, dirección de Renato Simoni, con Laura Adani, Margherita Seglin, Wanda Capodaglio y Gino Cervi. Venecia (1939)
- La puta honrada, de Carlo Goldoni, dirección de Giorgio Strehler. Con Wanda Baldanello, Cesco Baseggio, Lilla Brignone y Marina Dolfin. XI Festival Internazionale del Teatro, Venecia, 20 de julio de 1950.
- Chi la fa l'aspetti, de Carlo Goldoni, dirección de Carlo Lodovici. Con Cesco Baseggio, Elsa Vazzoler, Gino Cavalieri y Margherita Seglin (1959)